# Nixon Dias
Nixon Dias (Rotterdam, 2 september 1979) is een voormalig Nederlands betaald voetballer van Kaapverdische komaf die als aanvaller speelde.
Dias speelde in de jeugd bij Bloemhof, SC Neptunus en Sparta Rotterdam. Na vier seizoenen bij het eerste, waarin hij tot zes duels in de Eredivisie kwam, vertrok Dias in 2000 naar ADO Den Haag. Daar speelde hij één seizoen (15 wedstrijden, 1 doelpunt). In totaal speelde hij 21 wedstrijden waarin hij 1 keer scoorde.
Na zijn professionele loopbaan kwam hij als amateur uit voor Excelsior Maassluis, DOTO, ASWH, vv Noordwijk, SC Feyenoord en Neptunus. Als RBC Roosendaal in juni 2011 bij hem aanklopt, lijkt Dias in Noord-Brabant te gaan spelen. De doorstart van de failliete BVO gaat echter niet door. Dias meldt zich daarop bij XerxesDZB, maar de KNVB geeft hem geen toestemming om voor die Rotterdamse club te spelen. Daarop richt Dias zich vooral op zijn activiteiten als diskjockey/muzikant.
In april 2012 sluit Dias zich echter aan bij Dayton Dutch Lions FC in de Verenigde Staten. Na zijn Amerikaans avontuur keert hij in september 2012 terug in Nederland, om te gaan voetballen voor VV Zwaluwen. Een jaar later sloot hij kortstondig aan bij CVV Zwervers waar hij in november 2013 vertrok. Hij beëindigde in 2017 zijn spelersloopbaan als speler-coach bij CSV Zwarte Pijl en werd vervolgens jeugdtrainer bij VOC.
Dias speelde in 1997 tweemaal in het Nederlands voetbalelftal onder 19.